# Rechtmehring
Rechtmehring – miejscowość i gmina w Niemczech, w kraju związkowym Bawaria, w rejencji Górna Bawaria, w regionie Südostoberbayern, w powiecie Mühldorf am Inn, wchodzi w skład wspólnoty administracyjnej Maitenbeth. Leży około 30 km na południowy zachód od Mühldorf am Inn.

## Demografia

### Struktura wiekowa
Dane o ludności z 31 grudnia 2008:
| Opis                                | Ogółem | Ogółem | Kobiety | Kobiety | Mężczyźni | Mężczyźni |
| ----------------------------------- | ------ | ------ | ------- | ------- | --------- | --------- |
| Jednostka                           | osób   | %      | osób    | %       | osób      | %         |
| Populacja                           | 1800   | 100    | 883     | 49,06   | 917       | 50,94     |
| Wiek przedprodukcyjny (0–17 lat)    | 386    | 21,44  | 197     | 10,94   | 189       | 10,5      |
| Wiek produkcyjny (18–65 lat)        | 1121   | 62,28  | 529     | 29,39   | 592       | 32,89     |
| Wiek poprodukcyjny (powyżej 65 lat) | 293    | 16,28  | 157     | 8,72    | 136       | 7,56      |

## Polityka
Wójtem gminy jest Sebastian Linner z FWG, rada gminy składa się z 12 osób.
|      | FWG | Razem |
| 2008 | 12  | 12    |
| 2002 | 12  | 12    |